# Cyrtandra mollis
Cyrtandra mollis är en tvåhjärtbladig växtart som beskrevs av De Vriese. Cyrtandra mollis ingår i släktet Cyrtandra och familjen Gesneriaceae. Inga underarter finns listade i Catalogue of Life.